# Emił Dimitriew
Emił Dimitriew, mac. Емил Димитриев (ur. 19 marca 1979 w Probisztipie) – macedoński polityk i socjolog, poseł do Zgromadzenia Republiki Macedonii Północnej, premier Macedonii w latach 2016–2017.

## Życiorys
Absolwent socjologii na Uniwersytecie Świętych Cyryla i Metodego w Skopju. Pracował m.in. w sektorze publicznym jako dyrektor przedsiębiorstwa zajmującego się inwestycjami w infrastrukturze wodnej. Zaangażował się w działalność polityczną w ramach Wewnętrznej Macedońskiej Organizacji Rewolucyjnej – Demokratycznej Partii Macedońskiej Jedności Narodowej (WMRO-DPMNE). W 2008 premier Nikoła Gruewski powierzył mu stanowisko wiceministra obrony. W 2013 Emił Dimitriew został sekretarzem generalnym swojego ugrupowania. W wyborach w 2014 uzyskał mandat posła do Zgromadzenia Republiki Macedonii.
W styczniu 2016 Nikoła Gruewski ustąpił z funkcji premiera; nastąpiło to po długotrwałym kryzysie politycznym związanym z ujawnieniem nielegalnych nagrań i miało umożliwić przeprowadzenie przedterminowych wyborów. WMRO-DPMNE jako kandydata na premiera, który miał stanąć na czele przejściowego gabinetu, wskazała swojego sekretarza generalnego. Emił Dimitriew 18 stycznia 2016 został nowym premierem. Urzędował do 31 maja 2017, gdy ostatecznie powołany został gabinet Zorana Zaewa. Wcześniej w 2016 utrzymał mandat deputowanego na kolejną kadencję.